# Наринска област
Наринска област (кирг. Нарын облусу) једна је од седам административних јединица (области) Киргистана. Налази се у централном делу државе.